# José Bernardo Prada
José Bernardo Prada Morocotoro (Bogotá, 3 de julio de 1950-Bogotá, 11 de septiembre de 2018) fue un boxeador colombiano de las categorías mediano y ligero. Después de su trayectoria como atleta, trabajó como fotógrafo y periodista, cubriendo gran variedad de eventos deportivos, principalmente en Bogotá. José Bernardo también corrió y completó la Maratón de Nueva York. Fallecería en 2018 tras perder la pelea contra el cáncer óseo. 

## Trayectoria
José Bernardo Prada empezó como boxeador de la categoría peso mediano. Empezó su trayectoria en 1973 con el oponente Oscar Villarroel, un combate del que salió victorioso y que supuso su debut en el coliseo el Campín.
En sus combates compitió con Emiliano Villa, Sugar Ray Leonard, Don Johnson y Frank Medina. Se retiró del boxeo en 1983 y se dedicó al periodismo, falleciendo en Bogotá a causa del cáncer óseo el 11 de septiembre de 2018.